# SV Oberwart
Die Sportvereinigung Oberwart ist ein Fußballverein aus der burgenländischen Stadt Oberwart. Der derzeitige Name des Klubs geht auf das Jahr 1974 zurück, als der 1912 gegründete Sportclub Oberwart 1912 mit dem Athletiksportklub Oberwart fusionierte. Seine erfolgreichste Zeit erlebte der Verein in den 1980er- und 1990er-Jahren mit insgesamt fünf Saisonen in der Ersten Division, der zweithöchsten Spielstufe in Österreich. Die Vereinsfarben sind Blau und Weiß. Ihre Heimspiele trägt die Mannschaft im Informstadion aus.

## Geschichte
Der im Frühjahr 1912 als Sportclub Oberwart im damaligen Ungarn gegründete Verein ist der älteste heute noch existierende Fußballverein des Bundeslandes Burgenland. Bis 1974, als der SC Oberwart mit dem ASK Oberwart zur heutigen SV Oberwart fusionierte, bestanden zwei Fußballvereine in der Stadt. In der Zwischenkriegszeit kürte sich der ASK Oberwart einmal, 1933, zum burgenländischen Landesmeister. In der zweiten Republik wurde der Klub zum Rekordmeister des Bundeslandes mit insgesamt 13 Titeln, von denen sechs der SC vor und sieben die SV nach der Fusion errang.
Die größten Erfolge feierte der Verein in den 1980er- und 1990er-Jahren, als er zwei Mal – 1984 und 1992 – den Sprung in die Erste Division, die zweithöchste Spielstufe in Österreich schaffte. 1984 folgte auf den Aufstieg der postwendende Wiederabstieg. Nach dem zweiten Aufstieg 1992 konnte sich der Verein bis 1996 in der Ersten Division halten.
Nach dem Wiederabstieg in die Regionalliga Ost musste der Verein bereits 1998 einen weiteren Abstieg in die burgenländische Landesliga hinnehmen. 2002 kürte sich Oberwart dort zum Meister, musste aber bereits in der übernächsten Saison wieder zurück in die Landesliga und spielte dort die folgenden acht Jahre. Erst 2012, wenige Wochen nach seinem 100-Jahr-Jubiläum, feierte der Verein einen ungefährdeten Landesligatitel und die Rückkehr in die drittklassige Regionalliga Ost. Dort spielte der Aufsteiger eine souveräne erste Saison, die er mit 41 Punkten und auf dem 9. Platz beendete. Im ersten Drittel der Saison 2013/14 befand sich Oberwart im Tabellenmittelfeld, geriet jedoch anschließend in den Abstiegskampf und stieg als Vorletzter mit 9 Punkten Rückstand auf den rettenden Rang 12 wieder in die Burgenlandliga ab.
Dort verweilte der Verein aber nur für eine Saison, da ihm umgehend der Wiederaufstieg in die Regionalliga Ost gelang, wo man in den folgenden zwei Jahren spielte.
2015/16 kam der erneute Abstieg aus der Regionalliga, auch in der folgenden Saison konnte die Talfahrt nicht gebremst werden, Oberwart stieg in die II. Liga Süd ab. In dieser Liga blieb man aber nur ein Jahr, denn obwohl man im Herbst 2017 noch 9 Punkte hinter Jennersdorf zurücklag, gelang im Frühjahr ein unglaublicher Lauf, der schließlich noch zum Wiederaufstieg in die Burgenlandliga führte. 2020 und 2021 konnten die Meisterschaften des BFV wegen der Corona-Pandemie nicht zu Ende gespielt werden. Die Saison 2021/22 beendete Oberwart auf Platz 3, in der darauffolgenden Saison 2022/23 gelang unter dem erst 25-jährigen Trainer Patrick Tölly der überlegene Titelgewinn und der Aufstieg in die Regionalliga Ost. 

## Bekannte Spieler und Trainer
- Richard Niederbacher (Trainer)
- Paul Gludovatz † (Spieler und Trainer)
- 1992–1995 Joachim Parapatits (Spieler)
- 1994–1995 Enrico Kulovits (Spieler)
- 1996–1997 Herwig Karl (Spieler)
- 2000–2001 Patrick Bürger (Spieler)
- 2004–2008 Patrick Farkas (Spieler)
- 2017–2018 Jürgen Halper (Trainer)
- 2020–2021 Bernd Kager (Spieler)
- 2020–2021 Dominik Doleschal (Spieler)

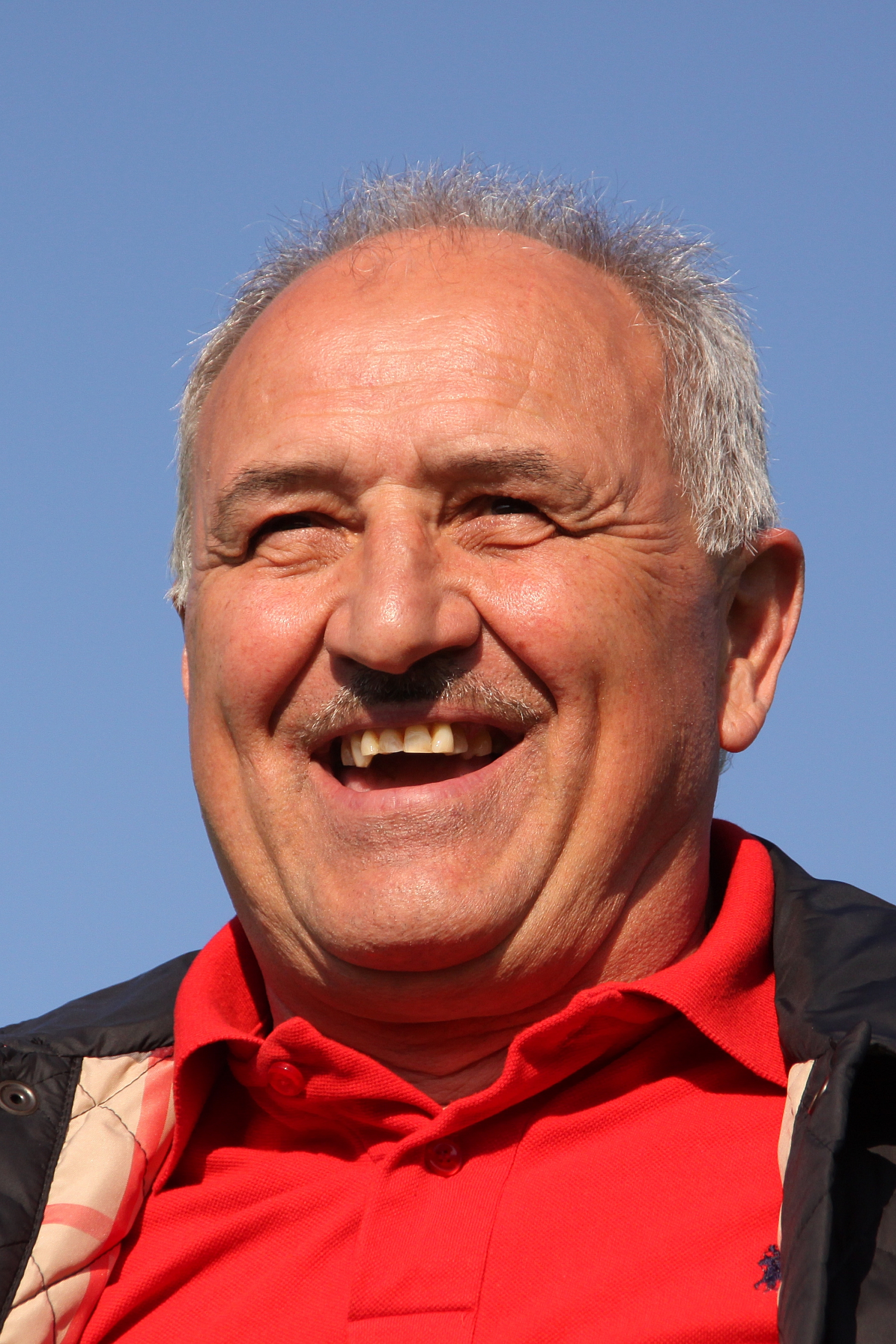
Paul Gludovatz †
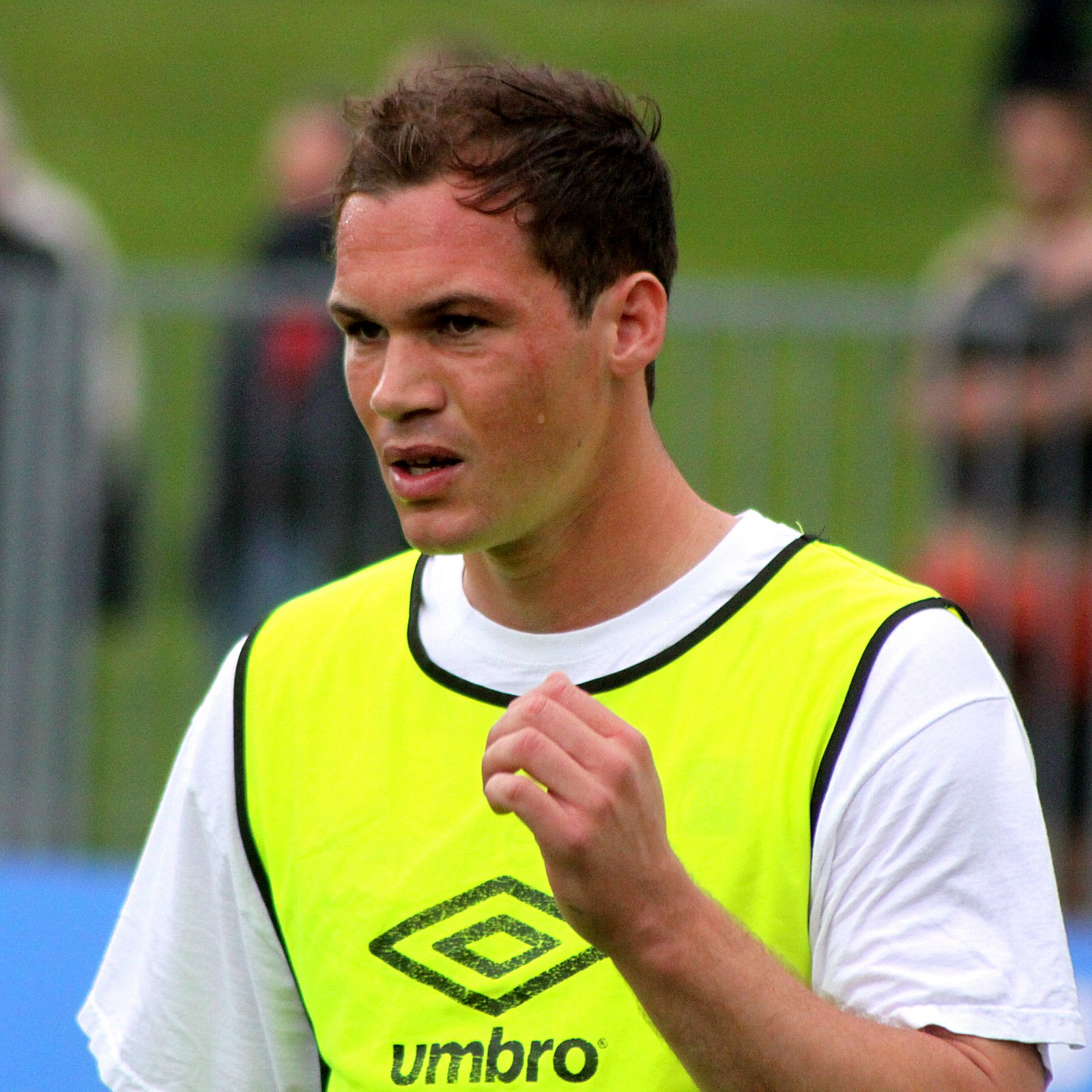
Patrick Bürger
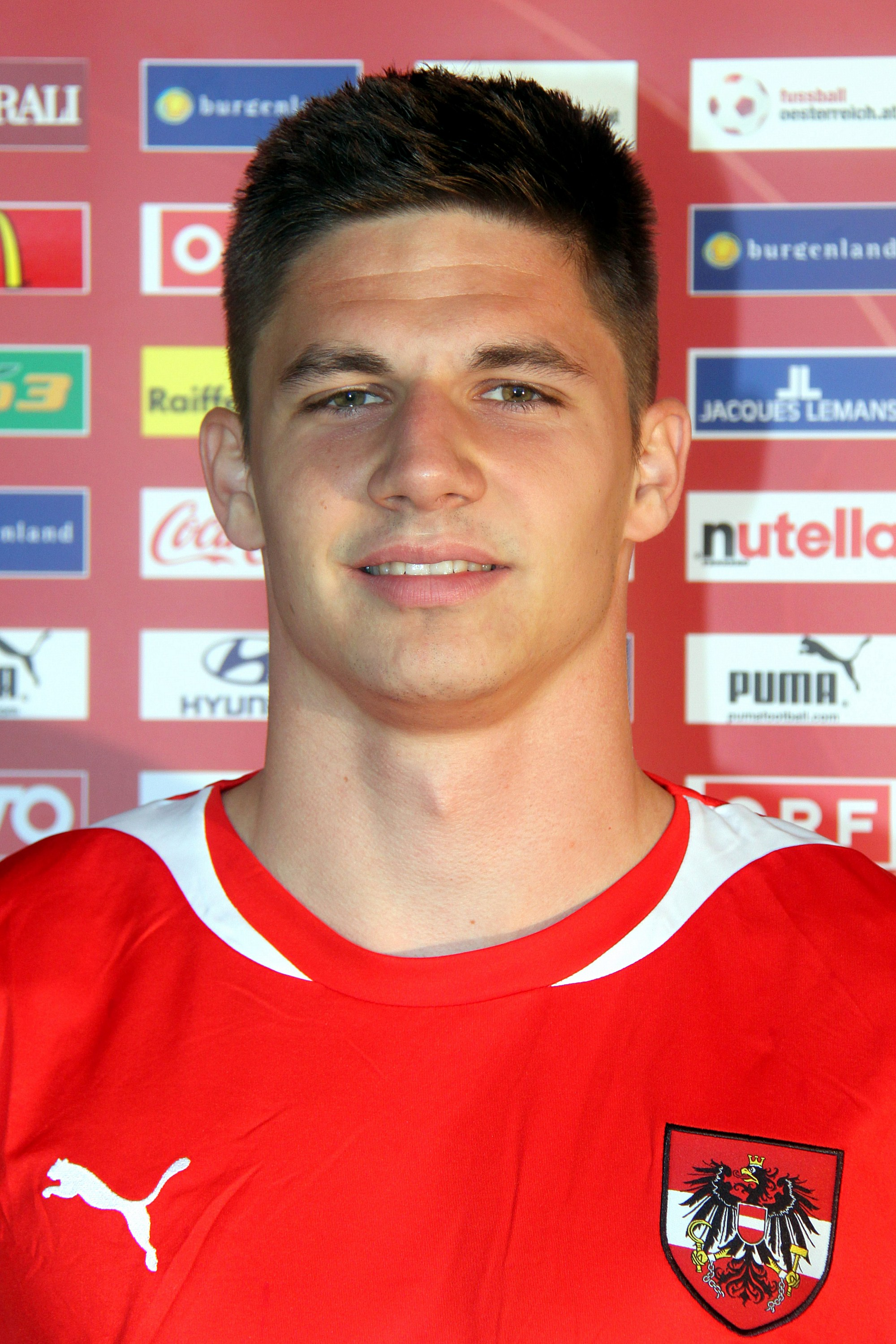
Patrick Farkas
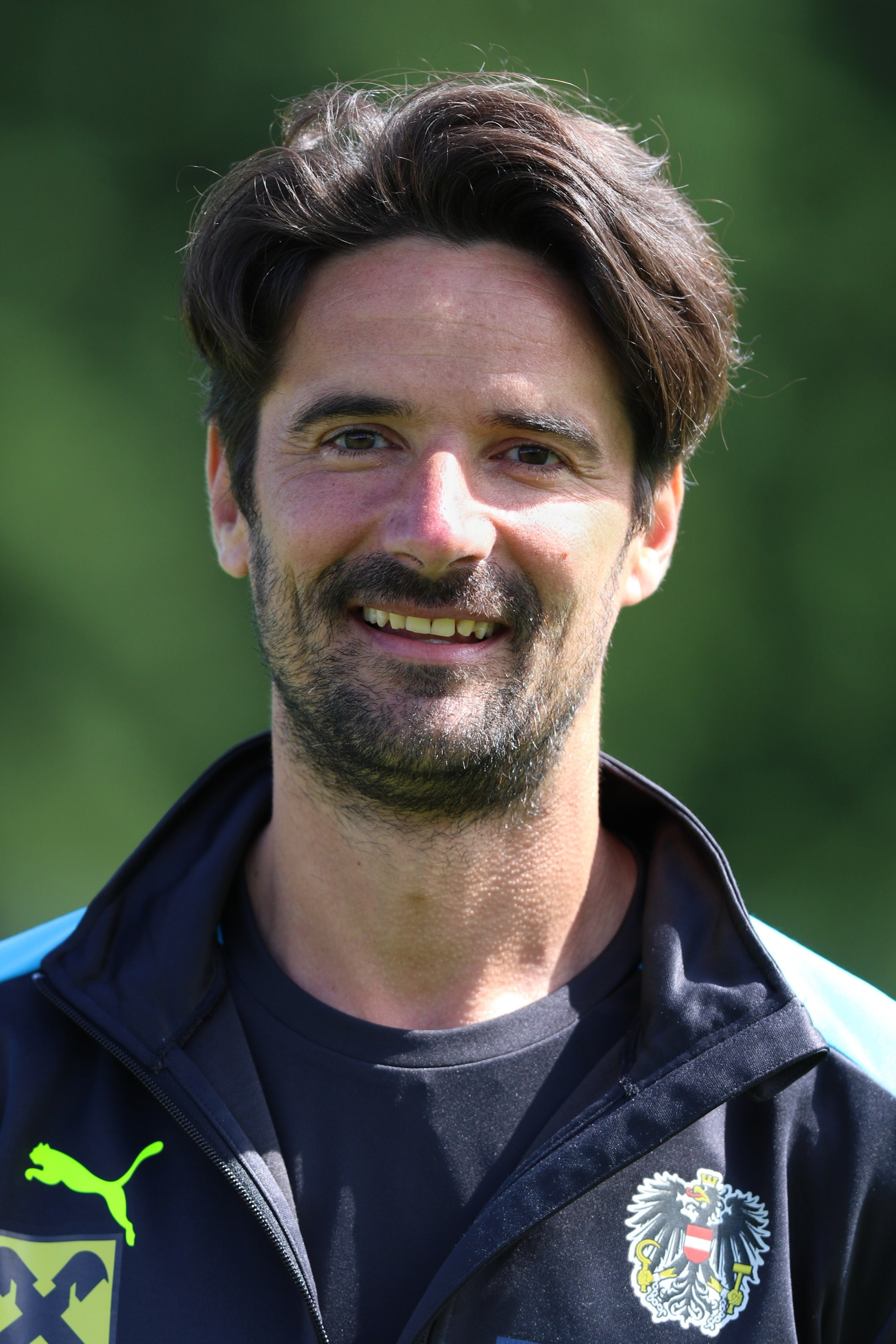
Enrico Kulovits

## Titel und Erfolge
- 2× Meister Regionalliga Ost (3): 1984, 1992
- 15× Burgenländischer Landesmeister: 1933 (ASK Oberwart), 1947, 1948, 1949, 1951, 1955, 1968 (SC Oberwart), 1975, 1980, 1981, 1984, 2002, 2012, 2015, 2023 (SV Oberwart)